# Mukawwar
Mukawwar (también escrito como Dschazirat Magarsam)  es una isla del país africano de Sudán ubicada en el mar Rojo que posee una superficie de 20 kilómetros cuadrados, un largo de 12 de kilómetros y 3,3 de ancho, con una altura máxima de 94 metros y que se encuentra deshabitada.